# Gaylen Ross
Ne doit pas être confondu avec Gayle Ross.
Gaylen Ross, de son vrai nom Gail Sue Rosenblum, est une actrice, scénariste, réalisatrice et productrice américaine née le 15 août 1950 à Indianapolis, Indiana (États-Unis).

## Biographie
Née en 1950, ayant grandi à Indianapolis, dans l'Indiana, elle étudie au Monterey Peninsula College, en Californie, puis en littérature à la New School for Social Research.
Rédactrice dans un journal, elle auditionne en 1978 pour le principal rôle féminin du film Zombie, de George A. Romero. Elle reste principalement connue pour le personnage de Francine. Par la suite, elle joue dans le film d'épouvante Madman (sous le nom d'Alexis Dubin), puis réapparait dans le film de Romero, Creepshow (1982), dans le rôle de l'épouse infidèle de Leslie Nielsen. En 1985, elle participe au film Le Jour des morts-vivants, en tant que directrice de casting. 
Gaylen Ross travaille ensuite essentiellement comme réalisatrice, productrice et scénariste de documentaires.
Elle a notamment réalisé Le Juif qui négocia avec les nazis, présenté au festival du cinéma israélien de Paris en 2012.
En 2021, sort Beijing Spring, qu'elle co-realise avec Andy Cohen. Ce documentaire, présenté en ouverture du 39e Festival international du film sur l’art évoque, autour d'images d'archives inédites , le parcours d’un groupe d’artistes chinois après la terrible répression de la Révolution culturelle et la mort de Mao Tsé-Toung.

## Filmographie

### Actrice
- 1978 : Zombie (Dawn of the Dead) : Francine
- 1982 : Madman : Betsy (créditée en tant qu'Alexis Dubin)
- 1982 : Creepshow : Becky Vickers (Épisode "Something To Tide You Over")
- 1996-1997 : Walker, Texas Ranger (série TV) : Mary Wilson  /  Meredith Barnes (2 épisodes)

## Réalisatrice, productrice, scénariste
- 1989 : Out of Solidarity (documentaire TV) : scénariste
- 1990 : Time for Art (documentaire TV) : scénariste
- Investigative Reports (Épisode :  "Selling the Dream: Stock Hype and Fraud") (documentaire TV) : scénariste, réalisatrice et productrice
- 1994 : Not Just Las Vegas (documentaire TV) : scénariste
- 1995 : Dealers Among Dealers (documentaire TV) : scénariste et productrice
- 1997 : Blood Money: Switzerland's Nazi Gold : scénariste et coproductrice
- 1999 : To Russia for Love: Mail-Order Brides (documentaire TV) : scénariste, réalisatrice et productrice
- 2003 : Listen to Her Heart: The Life and Music of Laurie Beechman (documentaire) : scénariste
- 2008 : Le Juif qui négocia avec les nazis : scénariste, réalisatrice et productrice
- 2011 : Caris' Peace (film documentaire) : scénariste
- 2019 : Ximei (film documentaire) : scénariste, réalisatrice et productrice
- 2021 : Beijing Spring (film documentaire) : scénariste, réalisatrice et productrice
- 2023 : TitleShot (film documentaire) : scénariste, réalisatrice et productrice
- 2023 : Aaron Sapiro: The Jew Who Sued Henry Ford (film documentaire) : scénariste, réalisatrice et productrice